# Даньшин Анатолій Андрійович
Анато́лій Андрі́йович Да́ньшин (27 січня 1934, Вовчанськ — 19 січня 1984, Дніпропетровськ) — український співак (баритон). 1967 — заслужений, народний артист РСФСР — 1973.

## З життєпису
1958 року закінчив Харківську консерваторію.
Працював в оперних театрах Пермі та Новосибірська. У 1975—1984 роках — в Дніпропетровському театрі опери та балету.
Лауреат Шевченківської премії 1978 року — разом з Данькевичем, Вариводою, Ареф'євим, Кіосе, Суржиною, Українським — за оперу «Богдан Хмельницький» у новій редакції в Дніпропетровському театрі опери та балету.
Виконав такі партії:
- Ігор — «Князь Ігор» Олександра Бородіна,
- Жермон, «Травіата»,
- Ренато —"Бал-маскарад",
- ді Луна, «Трубадур»,
- ді Поза, «Дон Карлос», опери Джузеппе Верді,
- Валентин — «Фауст» Ш. Гуно,
- Богдан Хмельницький — опера Костянтина Данькевича,
- Фредерік — «Лакме» Л. Деліба,
- Тимофій — «Піднята цілина» Дзержинського,
- Сільвіо — «Паяци» Руджеро Леонкавалло,
- Папагено — «Чарівна флейта» В. А. Моцарта,
- Марсель — «Богема» Джакомо Пуччіні,
- Фігаро («Севільський цирульник») Джоаккіно Антоніо Россіні,
- Мазепа, Мазепа,
- Онєгін, Онєгін,
- Елецький, «Винова краля»,
- Ліонель, «Орлеанська діва»,
- Роберт «Іоланта» — опери Петра Чайковського,
- Гаврилов — «Не тільки любов» Р. К. Щедріна.

Знімався в фільмі-опері «Богдан Хмельницький» (1978).